# Liste der Monuments historiques in Choiseul (Haute-Marne)
Die Liste der Monuments historiques in Choiseul führt die Monuments historiques in der französischen Gemeinde Choiseul auf.

## Liste der Immobilien
| Bezeichnung                         | Beschreibung           | Standort               | Kennzeichnung | Schutzstatus | Datum | Bild           |
| ----------------------------------- | ---------------------- | ---------------------- | ------------- | ------------ | ----- | -------------- |
| Kirche Notre-Dame-en-son-Assomption | ab dem 12. Jahrhundert | Rue de l’Église (Lage) | PA00079029    | Classé       | 1928  | weitere Bilder |

## Liste der Objekte
| Bezeichnung                                             | Beschreibung                                                                                   | Standort                                          | Kennzeichnung | Schutzstatus | Datum | Bild |
| ------------------------------------------------------- | ---------------------------------------------------------------------------------------------- | ------------------------------------------------- | ------------- | ------------ | ----- | ---- |
| Linker Seitenaltar                                      | Retabel und Gemälde; Holz, farbig gefasst und vergoldet, Ölfarbe auf Leinwand, 18. Jahrhundert | in der Kirche Notre-Dame-en-son-Assomption (Lage) | PM52000352    | Classé       | 1963  |      |
| Skulptur Mater dolorosa                                 | aus einer Kreuzigungsgruppe; Holz, farbig gefasst, 16. Jahrhundert                             | in der Kirche Notre-Dame-en-son-Assomption (Lage) | PM52000353    | Classé       | 1963  |      |
| Kelch                                                   | Metall, versilbert, Anfang des 19. Jahrhunderts                                                | in der Kirche Notre-Dame-en-son-Assomption (Lage) | PM52000356    | Classé       | 1976  |      |
| Grabsteine für Sébastien de Waltier und Guyette Magnien | Stein, bezeichnet 1565                                                                         | in der Kirche Notre-Dame-en-son-Assomption (Lage) | PM52000350    | Classé       | 1908  |      |
| Taufbecken                                              | Stein, 15. Jahrhundert                                                                         | in der Kirche Notre-Dame-en-son-Assomption (Lage) | PM52000351    | Classé       | 1953  |      |
| Skulptur eines heiligen Bischofs                        | Holz, farbig gefasst, 18. Jahrhundert                                                          | in der Kirche Notre-Dame-en-son-Assomption (Lage) | PM52000354    | Classé       | 1963  |      |
| Hauptaltar                                              | Altartisch und Retabel; Holz, farbig gefasst und vergoldet, 18. Jahrhundert                    | in der Kirche Notre-Dame-en-son-Assomption (Lage) | PM52000355    | Classé       | 1976  |      |
| Kommuniontisch                                          | Schmiedeeisen, 18. Jahrhundert                                                                 | in der Kirche Notre-Dame-en-son-Assomption (Lage) | PM52000357    | Classé       | 1976  |      |